# Раштат (район)
Район Раштатт (нім. Landkreis Rastatt) — район землі Баден-Вюртемберг, Німеччина. Район підпорядкований урядовому округу Карлсруе. Центром району є місто Раштат. Населення становить 232 091 ос. (станом на 31 грудня 2020), площа  — 738,83 км².

## Демографія
Густота населення в районі становить 307 чол./км².
| Рік             | Населення |
| --------------- | --------- |
| 31. грудня 1973 | 189.637   |
| 31. грудня 1975 | 188.535   |
| 31. грудня 1980 | 189.114   |
| 31. грудня 1985 | 190.062   |
| 27. травня 1987 | 194.603   |

| Рік             | Населення |
| --------------- | --------- |
| 31. грудня 1990 | 204.571   |
| 31. грудня 1995 | 218.982   |
| 31. грудня 2000 | 223.328   |
| 31. грудня 2005 | 228.408   |
| 31. грудня 2010 | 226.789   |

## Міста і громади
Район поділений на 6 міст, 17 громад.